# Pearl (Mississippi)
Pearl ist eine Stadt im Rankin County im US-Bundesstaat Mississippi, die sich etwa fünf Kilometer südöstlich der Hauptstadt Jackson befindet und damit zur Jackson Metropolitan Statistical Area gehört. Das U.S. Census Bureau ermittelte bei der Volkszählung 2020 eine Einwohnerzahl von 27.115.
Bei der Volkszählung 2010 hatte Pearl 25.092 Einwohner. Im Jahr 2014 waren es bereits 26.388 Einwohner, davon sind ungefähr 70 Prozent Weiße und etwa 21 Prozent Schwarze, Hispanics bilden mit einem Anteil von etwa fünf Prozent die größte Minderheit. Insgesamt ist in Pearl im Zeitraum von 2000 bis 2014 ein Bevölkerungswachstum von 20,2 % zu verzeichnen. Damit ist Pearl an der Bevölkerung gemessen die größte Stadt im Rankin County sowie die zwölftgrößte in Mississippi.
Nach langen Verhandlungen, die im September 1968 begannen, erhielt Pearl im Jahre 1973 nach der Zustimmung durch den Mississippi Supreme Court den Status einer City. In den Jahren zuvor waren bereits die Grenzen der Stadt sowie der Name – neben „Pearl“ standen noch „Riverview“ und „Brightsville“ zur Wahl – beschlossen worden; Harris Harvey wurde der erste Bürgermeister Pearls.
1983 wurde der Rankin Campus des Hinds Community College in Pearl eröffnet.
Die Mississippi Braves, eine Minor-League-Baseball-Mannschaft der Atlanta Braves, tragen im Trustmark Park ihre Heimspiele aus.
Etwa sechs Kilometer nordöstlich von Pearl befindet sich der Jackson-Evers International Airport.

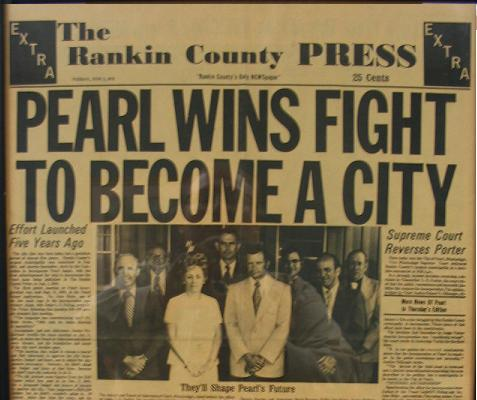
Sonderausgabe der Rankin County Press (Juni 1973)
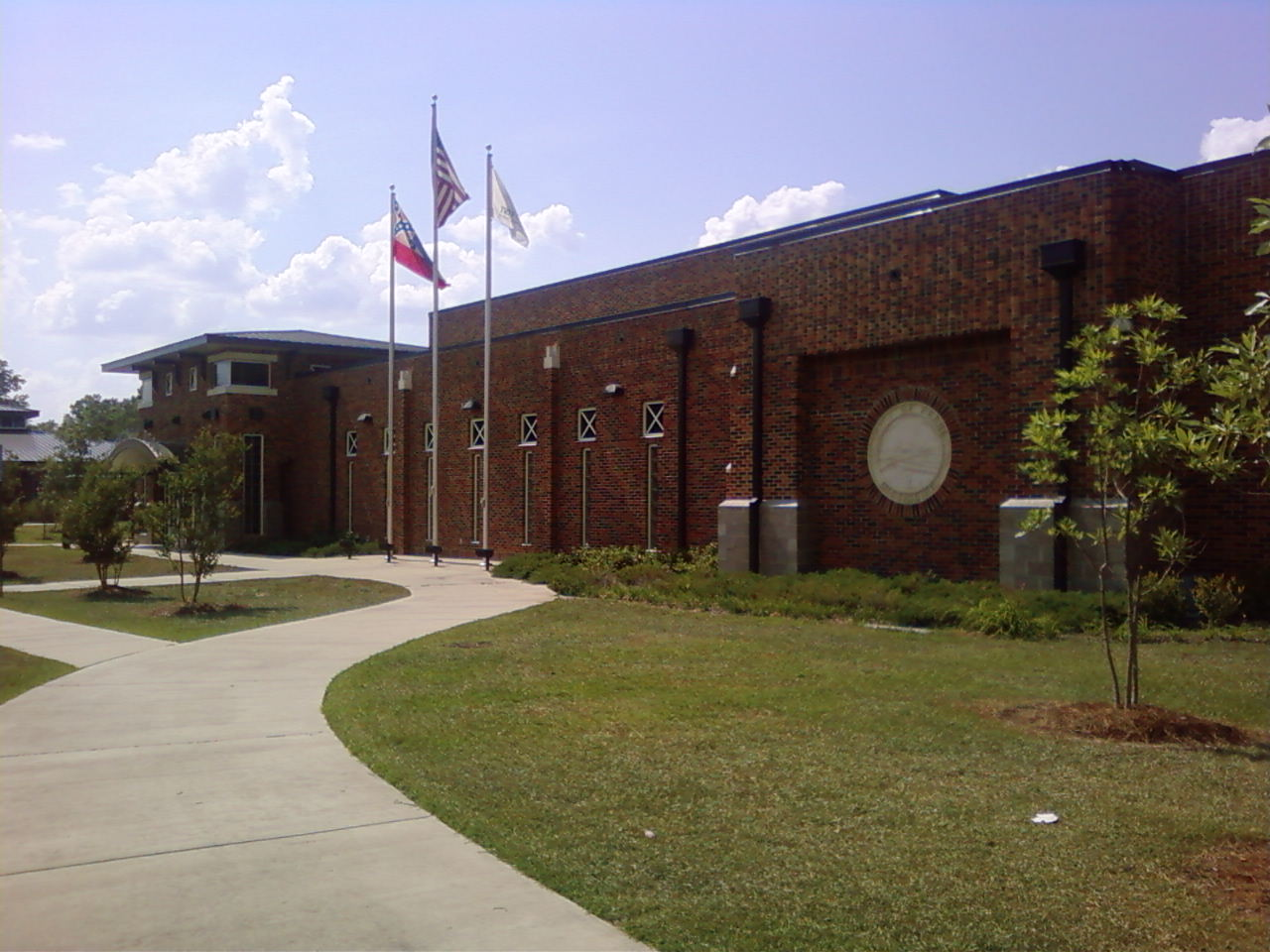
Das Gemeindezentrum von Pearl
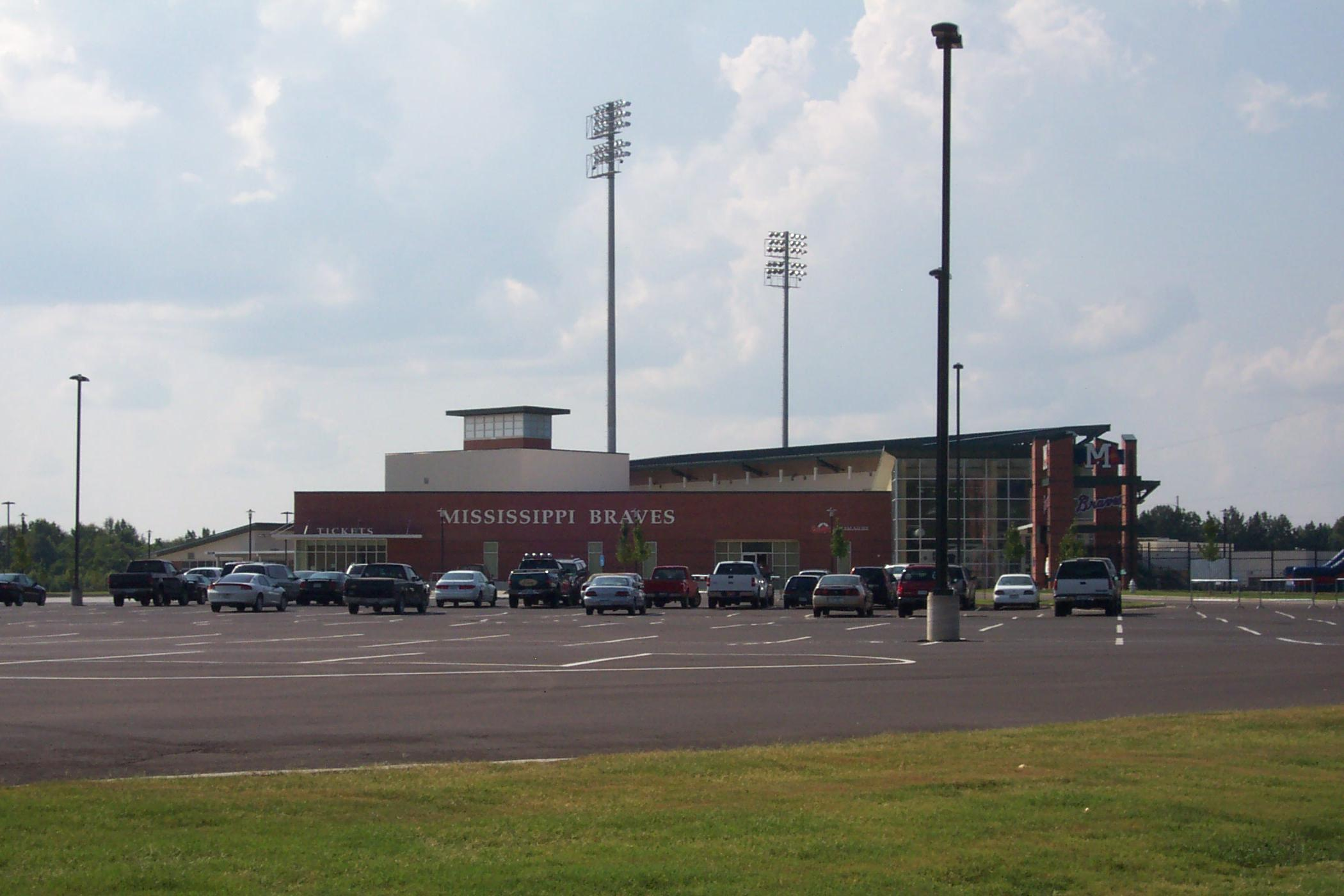
Das Baseballstadion Trustmark Park

## Persönlichkeiten
- Tommy Aldridge (* 1950), Schlagzeuger, wuchs in Pearl auf
- Gregg Harper (* 1956), Politiker, ging in Pearl zur Schule
- Ty Tabor (* 1961), Sänger und Gitarrist der Band King’s X, in Pearl geboren
- George Kersh (* 1968), Leichtathlet, in Pearl geboren
- Eric Washington (* 1974), Basketballspieler, in Pearl geboren
- Justin Jenkins (* 1980), Footballspieler, in Pearl geboren
- LeAnn Rimes (* 1982), Country- und Pop-Sängerin, in Pearl geboren